# Rajko Lotrič
Rajko Lotrič, född 20 augusti 1962 i Jesenice, är en slovensk tidigare backhoppare som tävlade för Jugoslavien. Han representerade Partizan Zirovnica.

## Karriär
Rajko Lotrič startade sin 11-åriga internationella backhoppskarriär i världscupen i normalbacken i Salpausselkä i Lahtis i Finland 8 mars 1980. Han blev nummer 15 i sin första internationella tävling. Lotrič placerade sig första gången bland de tio bästa i en världscupdeltävling i skidflygningsbacken Copper Peak i Ironwood i Michigan, USA 13 februari 1981 då han blev nummer sju. Som bäst blev han tvåa i deltävlingen på hemmaplan i Planica 27 mars 1988. Landsmannen Primož Ulaga vann tävlingen 1,6 poäng före Lotrič. Rajko Lotrič placerade sig bland de tio bästa i deltävlingar i världscupen 6 gånger. Lotrič tävlade 11 år i världscupen. Han blev som bäst nummer 20 sammanlagt, säsongen 1987/1988.
Under Skid-VM 1982 i Oslo i Norge tävlade Lotrič i de individuella grenarna. Han blev nummer 46 i normalbacken (Midtstubacken) och nummer 34 i stora backen (Holmenkollbacken. Rajko Lotrič startade också i Skid-VM 1989 i Lahtis i Finland. Där tävlade han i stora Salpausselkä-backen och blev nummer 52.
Rajko Lotrič deltog i olympiska spelen 1988 i Calgary i Kanada. Där tävlade han i normalbacken i Canada Olympic Park och blev nummer 26. 
Lotrič startade i sin sista världscuptävling på hemmaplan i stora backen (MS 1970) i Štrbské Pleso 30 mars 1991. Han blev nummer 54 i sin sista världscupdältävling. Rajko Lotrič avslutade sin backhoppskarriär 1991.